# 독도사랑축제
독도사랑축제는 사단법인 라메르 에 릴(La Mer et L’Ile, 바다와 섬)이 대한민국공연예술제의 일환으로 2016년부터 동해와 독도를 주제로 한 클래식 음악, 미술, 문학, 무용, 영상 등 종합예술로 국내외에서 펼치고 있는 축제이다.

## 라메르에릴
사단법인 라메르에릴은 클래식 음악과 미술, 문학 등 각 분야의 100여명의 저명한 예술가 및 학자들이 2013년 설립해 국내외에서 활동하는 비영리공익법인으로서 순수 예술단체이며, 기획재정부가 지정한 지정기부금 단체이다. 라메르에릴은 음악, 미술, 문학, 무용, 영상 등 문화예술 활동을 통해 바다(동해)와 섬(독도)을 널리 알리고 있다.
라메르에릴은 2013년 이후 고전, 낭만, 현대 작곡가들의 실내악곡을 예술의전당, 세종문화회관 등에서 14회의 정기 연주회를 개최해 왔다. 또한 매 공연 시 작곡가들에게 동해와 독도에 관한 신곡을 위촉하여 연주하였다.
2016년 이후 미국, 캐나다, 프랑스, 독일, 네덜란드, 체코, 호주, 중국, 러시아, 싱가포르 등 10개국 14개 도시에서 순회/초청공연을 개최해 이 공연에 참석했던 재외동포, 현지 유력인사들 및 음악애호가들로부터 높은 평가를 받기도했다.
라메르에릴은 시각예술 분야에 있어서 2015년부터 고려대학교박물관, 세종문화회관 미술관, 예술의전당 서울서예박물관 등에서 동해, 독도 특별기획전시를 5회 개최하였다. 그리고 2018.12.-2019.1. 주상하이한국문화원에서 ‘독도미학(獨島美學)전을, 2019.11.-12. 주이탈리아한국문화원에서 ’한국의 바다와 섬‘ 전을 개최하였다.

## 사단법인 라메르에릴 연혁

### 2013년
5. 9. - 11.           회원 30명 울릉도 및 독도 탐방
7. 31.                외교부에 비영리민간단체(독도사랑문화예술인회) 등록
8. 20.                제1회 문화공연-제주 돌문화공원 오백장군갤러리 공연장
11. 9.                제2회 정기공연 -경주 예술의전당

### 2014년
4. 11.                제3회 정기공연-국립중앙박물관 극장 ‘용’
7. 2.                 명칭을 ‘앙상블 라 메르 에 릴’로 변경, 외교부에 재등록
11. 6.                앙상블 라 메르 에 릴 제4회 정기공연-예술의전당 IBK챔버홀

### 2015년
6. 11.                제5회 정기공연-세종 체임버홀
9. 10.                고려대 크림슨 마스터즈 콘서트 초청공연-고려대 인촌기념관
10. 30.               제6회 정기공연-예술의전당 IBK챔버홀
10. 28. - 12. 13.   제1회 동해∙독도 특별기획전전 “독도 五感圖”전 개최  - 이종상 화백 등 35명의 원로, 중견, 신진작가 참여 (고려대학교 박물관)

### 2016년
2. 24. - 3. 14.   제2회 동해∙독도 특별기획전 “독도 五感圖”전 개최 (세종미술관 2관)
3. 2.      명칭을 ‘라 메르 에 릴’ 로 변경, 외교부에 재등록
3. 23. - 5. 10.   제3회 동해.독도 특별기획전 “독도 五感圖”전 개최 (경북대학교미술관)
5. 13.     제7회 정기연주회 ‘독도, 여행가다’-울릉도 한마음회관
6. 3.      제8회 정기연주회 ‘독도, 여행가다’-예술의전당 IBK챔버홀
8. 19.     제9회 정기연주회 ‘독도, 여행가다’-예술의전당 IBK챔버홀
10. 2.      싱가포르 순회공연-에스플레네이드(Esplanade) 리시아틀홀
10. 15.     호주 시드니 순회공연-콩코스(The Concourse) 콘서트홀
11. 29.     홍콩 순회공연-홍콩연예학원(HKAPA) 콘서트홀
12. 6.      비영리법인으로 사단법인 라메르에릴 설립

### 2017년
4. 21.      제10회 정기연주회 -예술의전당 IBK챔버홀
7. 4.      체코 프라하 순회공연 -루돌피눔 드로르작홀
7. 7.      독일 프랑크프루트 순회공연 -클라라 슈만홀
7. 10.     네덜란드 암스테르담 순회공연 -드 듀이프 스타드허스텔
11. 22.    제11회 정기연주회 -세종 체임버홀
11. 29. - 12. 17. <한국의 眞景-독도와 울릉도>展-이종상 화백 등 40명의 원로, 중견 작가 참여 -예술의전당 서예박물관

### 2018년
3. 24.      제12회 정기공연-예술의전당 IBK챔버홀
4. 21.      KT초청 실내악 공연-목동 KT홀
5. 10.      고려대 크림슨 마스터즈 콘서트 초청공연-고려대 인촌기념관
9. 12.      제13회 정기공연-예술의전당 IBK챔버홀
9. 28.      프랑스 파리 순회공연-코르토홀(Salle Cortot)
9. 30.      네델란드 로테르담 순회공연-데 도엘렌(De Doelen) 
10. 26.      호주 시드니 순회공연-콩코스(The Concourse) 콘서트홀
11. 21. - 12. 11.   “한국의 풍경-바다와 섬"특별전시회-세종미술관1관
12. 22. - 2019. 1. 31.  “한국의 풍경-바다와 섬"특별전시회-주상하이한국문화원

### 2019년
3. 30./4. 26./5. 25. 라메르에릴 토크콘서트(3회)-라율아트홀
6. 15.          KT 실내악 초청연주-목동 KT체임버홀
8. 15.          제14회 정기연주회-예술의전당 IBK챔버홀
9. 12.          캐나다 토론토 순회공연-토론토아트센터
9. 14.          미국 보스턴 순회공연-조단홀(NEC)
9. 17.          미국 뉴욕 순회공연-뉴스쿨 오디토리엄
11. 20.         러시아 상트페테르부르크 초청공연-카니벌 콘서트홀
11. 27. - 2020. 1. 17.    ‘한국의 바다와 섬’ 특별전-주이탈리아한국문화원

## 2020년 주요 활동계획
가. (사)라메르에릴은 음악회, 미술관에서의 연주회 등 종합예술축제를 통하여 다양하고 이야기가 있는 음악회를 예술의전당 등에서 계속해 나갈 것이다. 또한 동해와 독도에 관한 새로운 곡들을 위촉, 연주하여 음악으로 널리 알릴 것이다. 
나. 2020년에는 국내에서의 정기연주회뿐만 아니라 영국 런던, 프랑스 파리, 스페인 마드리드, 베트남 호치민 등에서 순회공연을 개최하여 한국의 문화예술과 동해.독도를 널리 알릴 계획이다.
다. 시각예술 분야에서는 2020년에 ‘한국의 바다와 섬’이라는 주제로 이천시립월전미술관과 주프랑스한국문화원(파리)에서 특별전시회를 개최한다.

## 2020년 주요 일정

### 가. 국내공연
1) 제15회 정기공연
-일시: 2019.8.16(일) 5PM
-장소: 예술의전당 콘서트홀
2) 미술전 오프닝 공연 및 미술관에서의 토크콘서트 개최

### 나. 해외공연
1) 영국 런던
-일시: 2020.9.29
-장소: St. John's Smith Square
2) 프랑스 파리
-일시: 2020.10.1.
-장소: 주프랑스한국문화원
3) 스페인 마드리드
-일시: 2020.10.4.
-장소: National Music Auditorium

#### *주요 참여 음악가(30여명)
작곡:         이영조, 임준희, 최명훈, 강종희
바이올린:      최연우, 박준영, 이선영, 최규정
비올라:       에르완 리샤(Erwan Richard), 이희영, 견지아
첼로:          이숙정, 박노을, 김대준, 장혜리
피아노:        오윤주, 강지은, 김정권
클라리넷:      황수희
플루트:        김효정
대금:          박명규
생황:          김효영
해금:          고수영, 이승희
가야금:        이지영, 이슬기, 이화영
소프라노:      강혜정, 한경성, 이명주
메조소프라노:  김보혜

### 다. 미술전시회
1) 국내
-기간: 2020.4.23.-6.28
-장소: 이천시립월전미술관
-주제: ‘한국의 바다와 섬’ 展
2) 해외
-기간: 2020.10.1.-10.22
-장소: 주프랑스한국문화원
-주제: ‘한국의 바다와 섬’ 展

#### *주요 참여 작가(20여명)
강경구, 김경신, 김근중, 김선두, 김지원, 김현철, 김호득, 민정기, 서용선, 안성규
오병욱, 이 인, 이이정은, 이종송, 이주연, 임만혁, 장현주, 정상곤, 정일영, 하태임

## (사)라메르에릴 주요 운영진
이사장         이함준 (전 외교부 국립외교원장)
고문           이종상 화가 (예술원 회원) 
고문   이영조 작곡가 (전 한예종 음악원장)
고문   이규형 시인 (전 주중국대사)
고문   탁계석 평론가 (K-클래식 조직위원장)
이사           임준희 작곡가 (한예종 교수)
이사  이지영 가야금연주자 (서울대 교수)
이사   오윤주 피아니스트 (성신여대 교수)
이사   박준영 라메르에릴 음악감독 (바이올리니스트)
이사   이종송 라메르에릴 미술감독 (건국대 교수)
이사   하태임 (화가)
이사   케이 킴 (패션 디자이너)
이사   진태훈 (기업인)
이사   장치평 (기업인)
이사   신동욱 (변호사)
감사           이은주 (변호사)